# Cantone di Montlieu-la-Garde
Il Cantone di Montlieu-la-Garde era una divisione amministrativa dell'arrondissement di Jonzac.
A seguito della riforma approvata con decreto del 27 febbraio 2014, che ha avuto attuazione dopo le elezioni dipartimentali del 2015, è stato soppresso.

## Composizione
Comprendeva i comuni di:
- Bedenac
- Bussac-Forêt
- Chatenet
- Chepniers
- Chevanceaux
- Mérignac
- Montlieu-la-Garde
- Orignolles
- Le Pin
- Polignac
- Pouillac
- Saint-Palais-de-Négrignac
- Sainte-Colombe